# (180216) 2003 UY9
(180216) 2003 UY9 là một tiểu hành tinh vành đai chính được phát hiện ngày 20 tháng 10 năm 2003 bởi James Whitney Young ở Đài thiên văn Núi bàn gần Wrightwood, California.